# Чемпионат СССР по тяжёлой атлетике 1946
21-й чемпионат СССР по тяжёлой атлетике прошёл с 14 по 17 июня 1946 года в Риге (Латвийская ССР). В нём приняли участие 84 атлета, которые были разделены на 6 весовых категорий и соревновались в троеборье (жим, рывок и толчок).

## Медалисты
| Категория                    | Золото                                 | Золото                         | Серебро                                 | Серебро                      | Бронза                                      | Бронза                       |
| До 56 кг (легчайший вес)     | Митрофан Косарев «Строитель» Москва    | 287,5 кг (82,5 + 87,5 + 117,5) | Иван Аздаров «Спартак» Ереван           | 280 кг (80 + 87,5 + 112,5)   | Наум Лапидус «Динамо» Минск                 | 277,5 кг (85 + 82,5 + 110)   |
| До 60 кг (полулёгкий вес)    | Моисей Касьяник «Динамо» Тбилиси       | 312,5 кг (97,5 + 95 + 120)     | Евгений Лопатин «Динамо» Саратов        | 300 кг (90 + 90 + 120)       | Александр Донской «Спартак» Киев            | 297,5 кг (90 + 90 + 117,5)   |
| До 67,5 кг (лёгкий вес)      | Георгий Попов Вооружённые Силы Москва  | 345 кг (95 + 110 + 140)        | Владимир Светилко «Динамо» Батуми       | 342,5 кг (100 + 105 + 137,5) | Алексей Жижин Вооружённые Силы Ленинград    | 340 кг (100 + 102,5 + 137,5) |
| До 75 кг (средний вес)       | Николай Шатов «Динамо» Москва          | 352,5 кг (102,5 + 110 + 140)   | Владимир Пушкарёв «Динамо» Москва       | 345 кг (100 + 110 + 135)     | Григорий Маликов Военно-морской флот Москва | 340 кг (105 + 105 + 130)     |
| До 82,5 кг (полутяжёлый вес) | Григорий Новак «Крылья Советов» Москва | 432,5 кг (137,5 + 130 + 165)   | Александр Божко Вооружённые Силы Москва | 385 кг (110 + 117,5 + 157,5) | Павел Кравченко «Динамо» Сталино            | 355 кг (110 + 105 + 140)     |
| Свыше 82,5 кг (тяжёлый вес)  | Яков Куценко «Локомотив» Киев          | 435 кг (132,5 + 130 + 172,5)   | Ефим Хотимский «Спартак» Киев           | 382,5 кг (127,5 + 115 + 140) | Константин Назаров Вооружённые Силы Москва  | 372,5 кг (115 + 115 + 142,5) |